# 海洋考古学
海洋考古学（かいようこうこがく、英語：nautical archaeology）は、考古学の一分野である。国際連合教育科学文化機関（ユネスコ）の水中文化遺産保護条約が定義する水中文化遺産（すいちゅうぶんかいさん、英語：underwater cultural heritage）を研究対象とする学問である。一般には、水中考古学（すいちゅうこうこがく、英語：underwater archaeology、en）と呼ばれている。近年では、水中文化遺産研究という表現が使用される場合もある。

## 概要
考古学とは、時間とともに変化し、発展してきた過去の文化形態の再構成あるいは明確化を遺物または遺構の分析に基づいて行う学問である。この遺物または遺構が、海洋考古学の場合、水中文化遺産と呼ばれるものになる。海洋考古学の目的は、水中文化遺産を研究することによって、人類が海洋環境に生態学的に適応する中から生まれてきた海洋文化を世界的かつ世界史的な脈絡から、解釈説明していこうというものである。
関連分野として、海事考古学（かいじこうこがく、英語：maritime archaeology）というものがある。主としてイギリス圏で使用され、その研究対象は必ずしも水中文化遺産ばかりではなく、陸上の遺跡から出土した丸木舟や造船所跡、海景のような海事文化遺産とも呼ばれる遺物や遺構を広くその考察の対象としている。一方、海洋考古学や海事考古学は、一般的には、水中考古学という名称で知られている。海洋考古学が水中考古学の理論的な側面であり、後者は実践的な側面であるという意見もある。

### 水中文化遺産
日本では水中遺跡あるいは海底遺跡と命名されている場合もあるが、国際的には水中文化遺産という表現に統一されつつある。水中文化遺産保護条約によれば、水中文化遺産とは、文化的、歴史的、または考古学的な性格を有する人類の存在のすべての痕跡であり、その一部または全部が定期的あるいは恒常的に、少なくとも100年間水中にあった次の三つのものである。第一は、遺跡、構築物、建造物、人工物および人間の遺骸で、考古学的および自然的な背景を有するもの、第二は、船舶、航空機、その他の乗物もしくはその一部、その貨物あるいはその他の積載物で、考古学的および自然的な背景を有するもの、第三は、先史学的な性格を有するものである。
第一の範疇に入る水中文化遺産には、地震により海に沈降してしまったジャマイカ島のポート・ロイヤルやエジプトにあるヘラクレイオンなどが含まれる。石干見や海没遺骨なども、この範疇の水中文化遺産である。第二の範疇に入る水中文化遺産は、沈没船やその積荷などであり、以前からトレジャーハンターによる略奪の対象となってきた。国際連合教育科学文化機関の世界遺産に登録されたレッド・ベイのバスク人捕鯨基地（レッド・ベイ国定史跡）周辺から発見された沈没船遺構がその代表例である。第三の範疇に入る水中文化遺産としては、世界で初めて水中文化遺産として世界遺産に登録されたアルプス山脈周辺の先史時代の杭上住居群などがある。

## 海洋考古学の方法
海洋考古学という学問に独自の研究方法がある訳ではない。通常の陸上にある文化遺産を調査研究するのとほとんど同じ手法が、水中文化遺産の調査研究に適用されるだけのことである。水中文化遺産保護条約は、水中文化遺産の原位置保存を第一の選択肢として推奨している。すなわち、水中文化遺産を渚から移動したり海底から引き揚げたりしてはならず、その現場において考古学者が保存された水中文化遺産の研究を実施していかなければならないというものである。しかしながら、盗掘や港湾工事などによる破壊によって危険にさらされている場合には、適切な保存処理が行われるという前提で、遺物の引き揚げも例外的に認められている。なお、完全に水没している水中文化遺産にアプローチするためには、スクーバダイビングの技術が必須である。水中考古学のそれについては、ユネスコ水中考古学大学連携ネットワークが安全な水中作業のためのコードを公にしている。

### 保存処理
何百年、何千年もの長きにわたって、水中や水中の砂泥下で何ら問題なく保存されてきた水中文化遺産も、引き揚げられて、大気に触れるやいなや崩壊が始まる。水中文化遺産保護条約が、水中文化遺産の原位置保存を強く推奨しているゆえんである。引き揚げられた直後の水中文化遺産は、まず真水に浸水させる必要があり、その後、木材、金属、ガラス、皮革ごと、それぞれに独自の物理的、化学的な保存処理を数年間、時として数十年間にわたり施していく必要がある。

## 海洋考古学の歴史
17世紀には潜水鐘によって、19世紀になるとヘルメット潜水の技術によって水中の遺物の引き揚げが行われた。19世紀中頃からは、アルプス山脈周辺の先史時代の杭上住居群の調査が開始される。しかし、本格的に海洋考古学が始まったのは、1943年にジャック＝イヴ・クストーによって スクーバダイビングの技術が発明されて以降のことである。「水中考古学の父」と呼ばれるジョージ・バス（考古学者）は、1960年から地中海のゲリドニア岬沖の沈没船遺構やウル・ブルン岬沖沈没船の調査を開始した。スウェーデンでは1950年代から、ヴァーサ (戦列艦)号の引き揚げ調査が、イギリスでは1970年代から、メアリー・ローズ号の引き揚げ調査が行われている。韓国でも1970年代から、新安沈船の調査が、中国では1980年代から、南海一号の調査が継続実施されてきている。2013年に国際連合教育科学文化機関は、同機関内にユネスコ水中考古学大学連携ネットワークを結成、日本からは東京海洋大学がそのメンバー校に選出された。
日本の考古学の歴史には、1877年のエドワード・S・モースによる大森貝塚の発掘や、1908年の諏訪湖底曽根遺跡の発見など、その創成期から海洋考古学との密接な関係が認められている。「日本の水中考古学の父」である小江慶雄は、1959年から琵琶湖湖底遺跡の調査を開始した。1970年代からは、日本初の沈没船遺構の海洋考古学調査である開陽丸調査が北海道の江差港で始まり、1980年代から、元寇の古戦場である鷹島神崎遺跡の調査が九州の伊万里湾で始まった。鷹島神崎遺跡は、2012年に国の史跡となったが、水中文化遺産として国の史跡に初めて指定されたのは鎌倉沖の和賀江島である。日本ではこの他、瀬戸内海のいろは丸、和歌山県串本町沖のエルトゥールル号（エルトゥールル号遭難事件）、沖縄のエモンズ (駆逐艦)などの沈没船遺構や、東京湾にある海堡の調査が継続実施されてきている。NPO法人アジア水中考古学研究所は、網羅的な水中文化遺産の全国分布調査を2009年から2011年にかけて実施、その成果は『海の文化遺産総合調査報告書』としてまとめられている。